# Chapada da Natividade
Chapada da Natividade is een gemeente in de Braziliaanse deelstaat Tocantins. De gemeente telt 3.840 inwoners (schatting 2009).